# Nina Bierbierowa
Nina Nikołajewna Bierbierowa, ros. Нина Николаевна Берберова (ur. 26 lipca?/8 sierpnia 1901 w Petersburgu, zm. 26 września 1993 w Filadelfii) – rosyjska pisarka, historyk rosyjskiej masonerii, autorka zbeletryzowanych kronik rosyjskiej emigracji. Występowała przeciwko prostalinowskiej postawie zachodnich intelektualistów.

## Życiorys

### Dzieciństwo i nauka
Była jedyną córką Nikołaja Iwanowicza Bierbierowa, Ormianina, urzędnika w Ministerstwie Finansów oraz Natalii Iwanowny Bierbierowej, z domu Karaułowej. Ukończyła gimnazjum w Petersburgu. W 1919 rodzina przeniosła się do Rostowa nad Donem, gdzie Bierbierowa kontynuowała naukę na wydziale historyczno-filologicznym Uniwersytetu Dońskiego. W 1920 powróciła do Petersburga i dzięki swoim pierwszym wierszom w 1921 wkroczyła w tamtejsze środowisko poetyckie, skupione wokół Nikołaja Gumilowa. Wstąpiła do piotrogrodzkiego oddziału Wszechrosyjskiego Związku Poetów.

### Emigracja do Europy Zachodniej

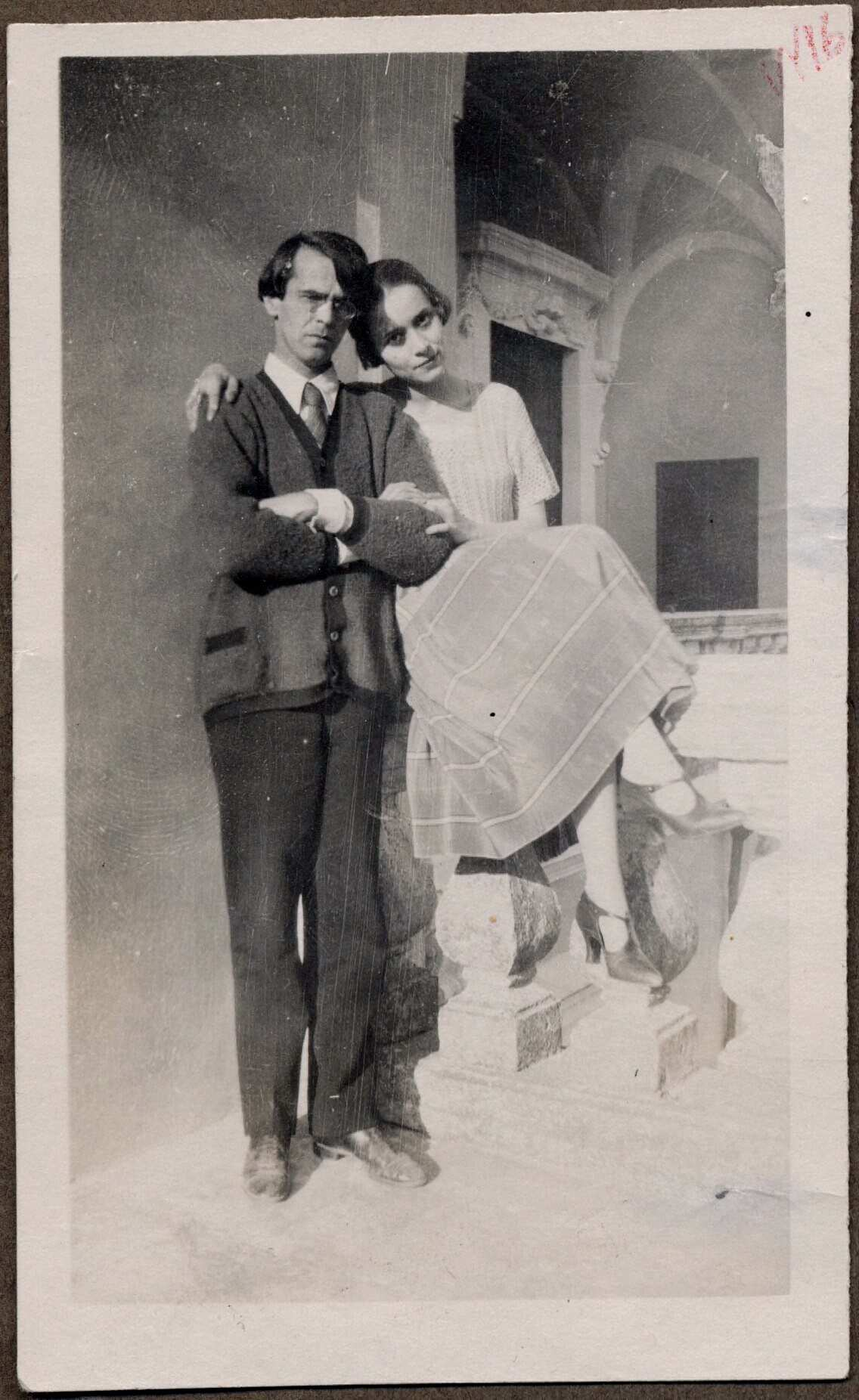
Nina Bierbierowa z Władysławem Chodasiewiczem (Sorrento, 1925)

W czerwcu 1922, razem z partnerem, Władysławem Chodasiewiczem, wyjechała z Rosji. Przez następne trzy lata Bierbierowa i Chodasiewicz mieszkali w czterdziestu dwóch mieszkaniach, w różnych miastach Europy, wliczając w to jedno lato w Belfaście, przed zamieszkaniem w Paryżu w 1925. W okresie tułaczki znacznej pomocy udzielił im Maksim Gorki, mieszkający w tym czasie w Sorrento i wspomagający rosyjskich pisarzy emigrantów.
W 1932 rozstała się z Chodasiewiczem, którego nigdy nie poślubiła, ale aż do jego śmierci w 1939 zostali przyjaciółmi. W 1937 wyszła za mąż za Nikołaja Makiejewa i przeniosła się z nim do podparyskiej wsi Longchêne. W czasie wojny żyła w okupowanej przez Niemców części Francji, w 1947 rozeszła się z mężem.
W okresie życia we Francji Bierbierowa opublikowała trzy powieści i dwie biografie. Jej biografia Piotra Czajkowskiego przetłumaczona została na język francuski i wzbudziła sensację z powodu swojego otwartego opisania homoseksualizmu kompozytora.

### Życie w Stanach Zjednoczonych
W 1950 wyemigrowała do Stanów Zjednoczonych, gdzie w 1959 uzyskała obywatelstwo amerykańskie. Trudności w uzyskaniu stałej wizy skłoniły ją do poślubienia muzyka George'a Kochevitsky'ego w 1954, para oficjalnie rozwiodła się w 1983. Od 1958 uczyła języka rosyjskiego na Uniwersytecie Yale, a od 1963 do emerytury (w 1971) na  Uniwersytecie w Princeton, gdzie wykładała literaturę rosyjską. W latach 1958–1968 była członkiem redakcji almanachu „Mosty” wydawanego w Monachium. Na emeryturze pracowała dalej, prowadząc wykłady z literatury rosyjskiej na uniwersytetach Cornella, Columbia, Kolegium w Bryn Mawr i Uniwersytecie Pensylwanii, ucząc w okresie wakacji w rosyjskiej szkole przy Middlebury College i pisząc. Podczas tych lat nagrodzono ją doktoratami honoris causa z Glasboro State College (1980), Middlebury College (1983) i Uniwersytetu Yale (1992). Przyjaciele i koledzy z tej ostatniej uczelni w 1991 uczcili jej 90. urodziny obiadem w Bibliotece Rzadkich Ksiąg i Rękopisów im. Beinecke’ów.
Bierbierowa pozostała stosunkowo nieznana jako pisarka na zachodzie, do czasu, gdy w 1985 Hubert Nyssen, dyrektor francuskiego wydawnictwa Actes Sud, nabył międzynarodowe prawa do jej twórczości. Jej prace zostały wydane po francusku i stały się bestsellerami. W efekcie Actes Sud doprowadziło do wydania książek Bierbierowej w co najmniej dwudziestu dwóch językach. Po polsku ukazała się jej autobiografia zatytułowana Podkreślenia moje. Jednym ze skutków tej popularności, połączonej z początkami pieriestrojki, było zaproszenie Bierbierowej przez rosyjski Związek Pisarzy w 1989 do odwiedzenia ojczyzny, po sześćdziesięciu siedmiu latach nieobecności w niej. Wizyta zakończyła się ogromnym sukcesem. W tym samym roku została kawalerem francuskiego Orderu Sztuki i Literatury. Również film zrealizowany na podstawie jej krótkiej powieści Akompaniatorka na rok przed śmiercią autorki, przyczynił się do dalszej popularyzacji jej twórczości.
Archiwum Bierbierowy znajduje się na Uniwersytecie Yale. Znajdują się w nim między innymi listy od Gieorgija Adamowicza, Vladimira Nabokova, Mariny Cwietajewej, ponad sześćdziesiąt listów od Chodasiewicza, obszerna korespondencja z literaturoznawcami literatury rosyjskiej.

## Literatura
- Nina Nikolaevna. Berberova: Les francs-maçons russes du XXe siècle : des hommes et des loge. [Paris]: Les Editions Noir sur blanc, 1990. ISBN 2-88250-016-5. (fr.). Brak numerów stron w książce
- Nina Nikolaevna. Berberova: Rasskazy v izgnani. Moskva: Izd-vo im. Sabashnikovykh, 1994. ISBN 5-8242-0032-7. (ros.). Brak numerów stron w książce
- Nina Nikolaevna. Berberova: Kursiv moĭ : avtobiografii͡. Moskva: Soglasie, 1996. ISBN 5-86884-034-8. (ros.). Brak numerów stron w książce
- Nina Nikolaevna. Berberova: Li͡udi i lozhi : russkie masony XX stoletii͡. Kharʹkov: „Kaleĭdoskop”, 1997. ISBN 5-89493-008-1. (ros.). Brak numerów stron w książce
- Nina Nikolaevna Berberova: Podkreślenia moje. Warszawa: "Noir sur Blanc", 1998. ISBN 83-86743-52-2. Brak numerów stron w książce
- Nina Berberowa. Walka. „Literatura na Świecie”. 10(327), s. 117-193, październik 1998.
- Grzegorz Przebinda. Strażniczka wyobraźni na przekór czasowi. „Tygodnik Powszechny”. 43 (2624), s. 12, 24 października 1999.
- Nina Nikolaevna. Berberova: Aleksandr Blok i ego vremi͡a : biografii͡. Moskva: Izd-vo Nezavisimai͡a gazeta, 1999. ISBN 5-86712-043-0. (ros.). Brak numerów stron w książce
- Nina Nikolaevna. Berberova: Bez zakata ; Malenʹkai͡a devochka ; Rasskazy ; Stikh. Moskva: Izdatelʹstvo im. Sabashnikovykh, 1999. ISBN 5-8242-0068-8. (ros.). Brak numerów stron w książce
- Krzysztof Masłoń. Niewidzialnie oświeceni. „Rzeczpospolita”, 13 lutego 1999.brak numeru strony
- Nina Nikolaevna. Berberova: Poslednie i pervye ; Delo Kravchenk. Moskva: Izd-vo imeni Sabashnikovykh, 2000. ISBN 5-8242-0080-7. (ros.). Brak numerów stron w książce
- Nina Berberowa. Władysław Chodasiewicz. „Zeszyty Literackie”. 89, październik 2005.brak numeru strony
- Elżbieta Banasiuk. Autobiografia Niny Berberowej „Podkreślenia moje” – historia i struktura formalna dzieła. „Przegląd Rusycystyczny”. 1 (125), s. 37-51, 2009.
- Elżbieta Banasiuk. Studium zawiści w takt Bacha, Czajkowskiego, Mozarta i Ravela (Akompaniatorka Niny Berberowej w wymiarze literackim, filmowym i scenicznym). „Przegląd Humanistyczny”. 125, 2009.brak numeru strony
- René Śliwowski: Nina Berberowa – niezwykły świadek przełomu wieków. W: Literatura rosyjska na emigracji. Współcześni pisarze rosyjscy w Polsce. Frazeologia i frazeografia. Materiały konferencji naukowej (9-10 listopada 1995 r.) pod redakcją Wiktora Skrundy i Wandy Zmarzer. Warszawa: Instytut Rusycystyki Uniwersytetu Warszawskiego, 1996. Brak numerów stron w książce